# 莲座石蝴蝶
莲座石蝴蝶（学名：Petrocosmea rosettifolia）为苦苣苔科石蝴蝶属下的一个种。

## 扩展阅读
- 維基物種上的相關：莲座石蝴蝶